# Alchemilla rammellii
Alchemilla rammellii é uma espécie de rosácea do gênero Alchemilla, pertencente à família Rosaceae.